# Anacanthotermes murgabicus
Anacanthotermes murgabicus es una especie de termita cosechadora del género Anacanthotermes, de la familia Hodotermitidae, orden Blattodea. Fue descrita por Vasiljev en 1911.
Se distribuye por Asia: Turkmenistán. Fue publicada en Vasiljev, I.V. (1911b) Zwei neue Arten von Termiten (Isoptera) aus Mittelasien. Revue Russe d’Entomologie, 11(2), 268–270.